# Leonhard Schweiberer
Leonhard Schweiberer (* 6. November 1930 in Degerndorf am Inn; † 16. August 2017 in München) war ein deutscher Chirurg mit dem Schwerpunkt Unfallchirurgie und ehemaliger alpiner Skirennläufer.

## Leben
Schweiberer absolvierte ein Studium der Humanmedizin an der Ludwig-Maximilians-Universität München (LMU), wo er auch promovierte. Als Mitglied der deutschen Alpin-Ski-Nationalmannschaft war Schweiberer unter anderem 1956 Bayerischer Abfahrtsmeister.
1960 wechselte er an die Chirurgische Klinik des Universitätsklinikums des Saarlandes in Homburg. Dort habilitierte er, wurde 1976 zum Professor ernannt und Ärztlicher Direktor der Abteilung für Unfallchirurgie, später dann geschäftsführender Ärztlicher Direktor. 1981 wurde er auf den Lehrstuhl der Chirurgischen Klinik und Poliklinik des Klinikums Innenstadt der LMU München berufen und hatte dieses Amt bis 1999 inne. Schweiberer war gemeinsam mit Franz Gschnitzer und Ernst Kern Mitherausgeber der Operationslehre von Burghard Breitner. 1981 war er Senatspräsident der Deutschen Gesellschaft für Unfallchirurgie. Als Gründungsmitglied und langjähriger Vorsitzender des „Arbeitskreises Notfall- und Rettungsmedizin e. V.“ verhalf er der präklinischen Notfallmedizin zu einer wissenschaftlichen Basis. Er war Mitgründer und Initiator des Instituts für Notfallmedizin und Medizinmanagement (INM) an der LMU.
Von Schweiberer wurde ein Trauma-Score (Schweregrad I bis III) zur ausschließlich beschreibenden Klassifikation mehrfachverletzter Notfallpatienten entwickelt.
Schweiberer, der sich seit 1990 im Rotary-Club München-Mitte engagierte, verfasste zwölf Bücher und Monographien sowie mehr als 600 wissenschaftliche Arbeiten. Er war Herausgeber bzw. Mitherausgeber von Lehrbüchern, Fachzeitschriften und Bücherreihen.
Leonhard Schweiberer war verheiratet mit Helgard Schweiberer, geborene Abel. Aus der Ehe gingen die Karateka und Medizinerin Birgit Schweiberer, der Schauspieler Thomas Schweiberer und eine weitere Tochter hervor, ebenfalls Medizinerin.

## Auszeichnungen
- Felix-Wankel-Tierschutz-Forschungspreis (1990; zusammen mit Florian Eitel, Heimo Duswald, Birgit Ruhland, Stefan Deiler und Karl-Georg Kanz)
- Bundesverdienstkreuz 1. Klasse (1994)
- Ernst-von-Bergmann-Plakette (1996)[10]
- Ehrenmitgliedschaft der Deutschen Gesellschaft für Unfallchirurgie (1998)[13]
- Bayerischer Verdienstorden[14]

## Nachrufe
- Peter Hertel: Prof. Dr. med. Leonhard Schweiberer. In: Chirurgische Allgemeine. Band 18, Nr. 9, 2017, S. 398.
- Wolf Mutschler: In memoriam Prof. Dr. med. Leonhard Schweiberer. Ein großes Vorbild als Chirurg, Unfallchirurg und Humanist. In: Orthopädie und Unfallchirurgie, Mitteilungen und Nachrichten. Band 7, Nr. 5, Oktober 2017, S. 62 f.
- Stephan Prückner: Prof. Leonhard Schweiberer 1930–2017. Klinikum der Universität München, Institut für Notfallmedizin und Medizinmanagement. 2000–2020, abgerufen am 29. Februar 2020.